# عاشق فوق‌العاده سکسی
«عاشق فوق‌العاده سکسی» (به انگلیسی: Sexy, Sexy Lover) تک‌آهنگی از مدرن تاکینگ است. این تک‌آهنگ در آلبوم تنها (آلبوم مدرن تاکینگ) قرار داشت.
این تک‌آهنگ در چارت‌های فنلاند جزو ده ترانه اول قرار گرفت.